# Acta Neurologica Belgica
Acta Neurologica Belgica es una revista médica trimestral revisada por pares que cubre el campo de la neurología. Se estableció en 1901 y es publicado por Springer Science+Business Media. Es una revista oficial de varias sociedades médicas belgas (Sociedad Neurológica Belga, Sociedad Belga de Neurociencia, Sociedad Belga de Neurofisiología Clínica, Sociedad Belga de Neurología Pediátrica, Grupo de Estudio Belga de Esclerosis Múltiple, Consejo Belga de Accidentes Cerebrovasculares, Sociedad Belga de Dolor de Cabeza, Sociedad Belga de Estudio Grupo de Neuropatología). El editor en jefe es Michel Van Zandijcke (Universidad de Gante).

## Métricas de revista
2023
- Web of Science Group : 2.396
- Índice h de Google Scholar: 37
- Scopus: 1.382